# ジャヴェリナ累層
ジャヴェリナ累層（ハベリナ累層, 英: Javelina Formation）は、アメリカ合衆国テキサス州にある地層。年代は白亜紀後期マーストリヒチアン（約7000万～6650万年前） 。地層の中部は約6800万～7000万年前にかけてのもので、6600万年前頃の所でK-Pg境界にかかっている 。この地層からは多くの恐竜の化石が見つかっている。

## 年代
ジャヴェリナ累層の正確な地質年代を測定するのは難しい。ジャヴェリナ累層では放射年代測定に使用可能なタイプの岩石を有する地質サイトが一つしか知られていない。90ｍの厚みがある地層中部の露頭からはアラモサウルスやケツァルコアトルスといった中生代最後の動物の骨が見つかっている。

## 動物相
- アラモサウルス・サンジュアネンシス
- ブラヴォケラトプス・ポリフェムス
- グリポサウルス? アルサティ[5]
- クリトサウルス sp.[5]
- ケツァルコアトルス・ノルトロピ（トゥプクスアラとする説あり）
- 未同定のサウロロフス類[5]
- cf. トロサウルス・ユタエンシス[6]
- cf. トロオドン sp.
- cf. ティラノサウルス・レックス